# Teucholabis submolesta
Teucholabis submolesta är en tvåvingeart som beskrevs av Alexander 1930. Teucholabis submolesta ingår i släktet Teucholabis och familjen småharkrankar. Inga underarter finns listade i Catalogue of Life.